# Gollumiella buffingtoni
Gollumiella buffingtoni är en stekelart som beskrevs av John M. Heraty 2004. Gollumiella buffingtoni ingår i släktet Gollumiella och familjen Eucharitidae. Inga underarter finns listade i Catalogue of Life.